# Джаванруд (шахрестан)
Джаванру́д (перс. شهرستان جوانرود‎) — одна из 14 областей (шахрестанов) иранской провинции Керманшах. Административный центр — город Джаванруд.
В состав шахрестана входят районы (бахши):
- Меркези (центральный) (بخش مرکزی)
- Калаши (بخش كلاشی)

Население области на 2006 год составляло 62 259 человек.

## Населённые пункты
| Русское название | Оригинальное название (фарси) | Население, чел. (2006) |
| ---------------- | ----------------------------- | ---------------------- |
| Джаванруд        | جوانرود                       | 43 104                 |
| Зелан            | زلان                          | 1 432                  |